# Родин, Александр Феоктистович
Алекса́ндр Феокти́стович Родин (1890—1963) — московский краевед и педагог, теоретик педагогики.

## Биография
Родился 10 августа 1890 года[по какому календарю?]	в Коломне в семье художника-самоучки, работавшего в живописной артели, расписывавшей церкви. После того, как в 1897 году отец умер, оставив семью — вдову и семерых детей от года до 16 лет, без всяких средств к существованию, семилетнего мальчика поместили в московский приют в Сыромятниках, называвшийся «училище имени  принца Ольденбургского». Через четыре года он был принят казённокоштным пансионером в Набилковское коммерческое училище. Среди преподавателей Родина в училище был известный специалист по Наполеоновским войнам, профессор Васютинский, о котором Родин позже весьма положительно отозвался в своих мемуарах.
Уже во втором классе он стал издавать в училище рукописный журнал «Звёздочка»; в 1905 году, как представитель от младших классов, вошёл в стачечный комитет; в 1908 году вошёл в революционный кружок, работа в котором очень скоро разочаровала его. В этом же году он организовал кружок самообразования, названный «Вечеринка», за период существования которого (1908—1913 гг.) его посетило более двухсот человек, — в основном, учащиеся различных средних и высших учебных заведений (в их числе молодые поэты  Тихон Чурилин, Надежда Львова, Пётр Зайцев). Наряду с серьёзными диспутами устраивались литературно-музыкальные вечера и экскурсии по Подмосковью.
После окончания училища в 1909 году А. Ф. Родин стал работать в крупном торговом доме «Н. А. Королев и Ко», а год спустя поступил на вечернее отделение Коммерческого института. В 1914 году, по предложению А. А. Покровского, он согласился занять должность ответственного секретаря-организатора кружка рассказчиков в Библиотеке имени Грибоедова в Крестовской заставе. С этого времени Родин стал водить экскурсии подростков, которые оказались для них более привлекательными, чем рассказы.
В 1917 году вышла первая книга А. Ф. Родина, посвящённая экскурсионной теме: «Конспекты подмосковных образовательных экскурсий. Коломенское. Кузьминки. Останкино. Лосиноостровская. Воробьевы горы». Основным направлением педагогической деятельности Родина в это время стало создание детских и юношеских клубов. Затем, работая в «Институте планирования и организации народного образования», он занимался вопросами игры и игрушки — им написаны книги: «Игры и развлечения», «Игры остроумия», «Игры зимой на открытом воздухе», «Летняя площадка для детей», «Как самим сделать настольные игры» и др. Имея экономическое образование, он написал ряд статей и очерков по экономике и развитию Москвы: «Московская пятилетка», «Москва в переплавке», «Завтра Московской области» и др. В его очерках, появлявшихся в журналах «Пионер», «Знание — сила», «Вожатый», «Молодая гвардия»  были более краеведческими, нежели экономическими, — особенно это проявилось в книге «Деловая улица большого города. Производственно-краеведческий очерк Мясницкой улицы в Москве» (1926).
После того, как краеведение попало в опалу, А. Ф. Родин стал вести исторические кружки в школах, в домах пионеров, проводил семинары для учителей. На занятия кружков он приглашал лекторами членов закрытой «Старой Москвы» — П. Н. Миллера, Б. С. Земенкова, Н. А. Гейнике, искателя библиотеки Ивана Грозного И. Я. Стеллецкого.
В ноябре 1941 года он организовал в Доме учёных исторический кружок для детей; в 1943 году он начал вести краеведческий семинар в Институте усовершенствования учителей. По инициативе А. Ф. Родина был создан Штаб по изучению Москвы, который стал проводить москвоведческие конкурсы.
В 1947 году А. Ф. Родин защитил диссертацию на учёную степень кандидата педагогических наук «Методика изучения истории Москвы учащимися средней школы». В 1947—1961 годах А. Ф. Родин работал в Академии педагогических наук РСФСР. В 1961 году он был отправлен на пенсию «по состоянию здоровья». Автор книги воспоминаний «Из минувшего».
Умер 18 июня 1963 года. Похоронен на Новодевичьем кладбище.